# 116 (nombre)
Cet article concerne le nombre 116. Pour l'année, voir 116.
116 (cent-seize ou cent seize) est l'entier naturel qui suit 115 et qui précède 117.

## En mathématiques
Cent-seize est :
- Un nombre noncototient.

## Dans d'autres domaines
Cent-seize est aussi :
- Le numéro atomique du livermorium, un élément synthétique.
- Années historiques : -116, 116.
- Ligne 116 (chemin de fer slovaque).